# Lobophytum laevigatum
Lobophytum laevigatum is een zachte koraalsoort uit de familie Alcyoniidae. De koraalsoort komt uit het geslacht Lobophytum. Lobophytum laevigatum werd in 1956 voor het eerst wetenschappelijk beschreven door Tixier-Durivault. 